# La Chapelle-Basse-Mer
Le Chapelle-Basse-Mer è un comune francese soppresso del dipartimento della Loira Atlantica nella regione dei Paesi della Loira. Dal 1º gennaio 2016 si è fuso con il comune di Barbechat per formare il nuovo comune di Divatte-sur-Loire di cui è divenuto comune delegato.

## Società

### Evoluzione demografica
Abitanti censiti